# Guerra franco-flamenca
La guerra franco-flamenca (en francés: Guerre de Flandre; en neerlandés: Vlaamse opstand) enfrentó al Reino de Francia y al Condado de Flandes entre 1297 y 1305.

## Causas
Felipe IV de Francia ascendió al trono en 1285, y estaba decidido a fortalecer la monarquía francesa a toda costa. El Condado de Flandes había sido formalmente parte del Reino francés desde el Tratado de Verdún en 843, pero siempre había de facto independiente de la Corona francesa.
Flandes tenía algunas de las ciudades más ricas de la época, como Brujas, Gante, Ypres, Lila y Douai (las dos últimas, hoy en día francesas). todas estas ciudades trataron de mantener su independencia frente al conde de Flandes y la aristocracia rural. Pero las ciudades estaban divididas entre el rico patriciado urbano y los comerciantes de la ciudad, organizados en guildas.
En 1288, Felipe IV de Francia utilizó las quejas sobre los impuestos para reforzar su control sobre Flandes, lo que generó tensión entre Guido de Dampierre, conde de Flandes y el Rey. En 1294, Guido pidió ayuda a Eduardo I de Inglaterra, concertado el matrimonio entre su hija Felipa y Eduardo, Príncipe de Gales. Sin embargo, Felipe encarceló a Guido y a dos de sus hijos, le obligó a cancelar el matrimonio, y encarceló a Felipa en París hasta su muerte en 1306. Guido fue convocado ante el rey de nuevo en 1296, y las principales ciudades de Flandes fueron puestas bajo protección real, hasta que Guido pagó una indemnización y entregó sus territorios, que volvería a recibir para su administración en la gracia del Rey.
Después de estas humillaciones, en 1297 Guido intentó vengarse de Felipe aliándose nuevamente con Eduardo I de Inglaterra, ahora en guerra con Francia. Felipe anexionó Flandes al dominio real y envió un ejército francés bajo Roberto II de Artois para conquistar la zona.

## 1297–1300

### Primera fase de la guerra
En enero de 1297, Guido rompió formalmente su lealtad con Felipe IV y se alió con el rey Eduardo I de Inglaterra, Juan de Holanda, Enrique III de Bar y el Rey de Romanos Adolfo de Nassau. El conde de Flandes, sin embargo, recibiría poco apoyo de sus aliados: la invasión de Champaña por el Conde de Bar (junio de 1297) fue rechazada fácilmente y el rey alemán se encontró con oposición de Alberto I de Habsburgo, respaldado por Francia y cayó en batalla en 1298. Por su parte, Eduardo se encontró con la oposición de la nobleza inglesa en el asunto de Flandes y se enfrentó con la primera guerra de Independencia Escocesa. Guido se vio entonces sólo contra los franceses.
El primogénito del conde, Roberto de Bethune capturó rápidamente Mortagne, en la confluencia del Escalda y el Scarpe y el castillo de Helkijn. En marzo de 1297 el rey Felipe IV arrestó a todos los partidarios de Guido y confiscó sus propiedades. Felipe IV entonces ocupó el castillo de l'Ecluse cerca Douai y en junio de 1297 reunió un ejército de unos 3.000 caballeros en Compiegne. El Ejército francés marchó sobre Arras (6 de junio), Lens (12 de junio) y llegó a la frontera franco-flamenca cerca de Douai el 14 de junio de 1297. Al día siguiente parte de la caballería francesa, dirigida por el hermano del rey Carlos de Valois y por Raoul de Nesle cruzó la frontera cerca de Râches y se encontró con parte del Ejército flamenco, formado por tropas mercenarias alemanas, que fue repelido. Después de este revés, Orchies se rindió ante Francia. Las tropas de Valois atacaron y devastaron los campos hasta Lille, pero luego se volvieron a unir al grueso del ejército.
El 16 de junio de 1297, el Ejército francés al completo entró en Flandes marchando sobre Lille e incendiando las ciudades de Seclin y Loos. El 17 de junio comenzó el asedio de Lille, que duró diez semanas, comenzó. Durante el asedio, grupos de asalto franceses asolaron la campiña flamenca, quemando o conquistando las ciudades de Komen, Waasten y Kortrijk, que se rindió a Valois.
En agosto de 1297, las tropas francesas fueron reforzadas cuando Roberto de Artois regresó de su exitosa campaña contra Eduardo en Aquitania. Las tropas de Artois marcharon sobre Cassel que, a excepción del castillo flamenco ocupado, fue quemado, y a Sint-Winoksbergen, que se rindió. Para el 20 de agosto, las tropas de Artois Veurne. El contraataque flamenco en Artois terminó en una victoria francesa en la batalla de Furnes (20 de agosto de 1297). Cinco días más tarde Lille se rindió al rey Felipe y el fuerte Ejército flamenco de 3.000 hombres, dirigido por Roberto de Bethune, se le permitió marchar hacia Roeselare.
Aunque enfrentaba problemas en casa, a finales de agosto de 1297 el rey Eduardo finalmente trasladó un ejército de 895 caballeros y 7.560 soldados de infantería y arqueros a Flandes. Al no encontrar apoyo en Brujas, el rey se trasladó a Gante e hizo de esa ciudad su base de operaciones en Flandes.
Después de la caída de Lille, el ejército francés marchó sobre Kortrijk y Ingelmunster. El 18 de septiembre de 1297 Felipe se reunió con una delegación de Brujas que rindió la ciudad, que fue ocupada por tropas francesas dirigidas por Raul de Nesle y Guy IV de Châtillon Saint-Pol pero su puerto Damme fue recuperado por tropas lideradas por Roberto de Bethune.

### Armisticio 1297-1300
La mediación papal condujo a un armisticio, que comenzó en octubre de 1297 y se prolongó, más o menos, hasta 1300. Durante este período, tuvieron lugar negociaciones entre los Reyes franceses e ingleses y el resto de partes, incluido el conde Guido, en la corte papal, al tiempo que se reforzaban las defensas de las ciudades flamencas. Habiendo llegado a un acuerdo con sus barones para luchar contra Escocia, Eduardo y sus hombre abandonaron Flandes 1298 Eduardo, dejando a su suerte a sus aliados flamencos.

### Segunda fase de la guerra: conquista francesa
A finales de 1299, Guido de Flandes había entregado el gobierno a su hijo mayor Robert. Tras el fin del armisticio en enero de 1300, los franceses invadieron Flandes de nuevo, junto a la línea del armisticio de 1298. Un destacamento francés liderado por Wale Paièle saqueó e incendió los alrededores de Ypres y Cassel, y Carlos de Valois marchó desde Brujas a Gante, quemando Nevele y otras doce ciudades y aldeas. En marzo de 1300 los franceses sitiaron Damme y Ypres, donde las defensas fueron dirigidas respectivamente por los hijos del conde, Guillermo de Dendermonde y Guy de Namur. A finales de abril Guillermo rindió Damme, Aardenburg y Sluis. Gante se rindió a los franceses el 8 de mayo, Oudenaarde el 11 de mayo, e Ypres el 21 de mayo de 1300. A mediados de mayo, el viejo conde, sus hijos Roberto y Guillermo y varios nobles flamencos fueron llevados prisioneros a Francia, y todo Flandes quedó bajo control francés.

## Ocupación francesa e insurrección local (1300-1302)
La conquista de Flandes había sido relativamente fácil, porque las ciudades flamencas habían permanecido neutrales hasta entonces. El Patriciado tenía una larga historia de enfrentamientos con el conde de Flandes por el control de los asuntos financieros de las ciudades. Los patricios habían recurrido al rey francés en busca de apoyo, que había intervenido en su favor, incrementando así su influencia en Flandes. Los partidarios flamencos del rey francés fueron llamados Leliaards (partidarios del Lirio francés), y también incluía una parte de la aristocracia rural.
Por su parte, el proletariado urbano esperaba más justicia y una mejor distribución de la riqueza bajo el nuevo gobernante, pero Felipe IV nombró a Jacques de Châtillon como gobernador del condado, una muy mala elección. Junto con los Leliaards, este militar impuso un gobierno muy represivo, estableciendo nuevos impuestos, lo que enfureció a los flamencos. Pronto, las guildas se unieron a los nobles flamencos que apoyaban al conde, y recibieron el nombre de Liebaarts o Klauwaards (por las Garras del León Flamenco).
El 19 de mayo de 1302, estalló una rebelión en Brujas donde la población flamenca mató a todos los franceses que pudieron encontrar, incluida la guarnición francesa, en un evento que recibió el nombre de los Maitines de Brujas. De Châtillon escapó con vida.
La rebelión se extendió rápidamente. Guillermo de Jülich, nieto del conde, llegó a Brujas, y se convirtió en el líder del levantamiento flamenco. Fue apoyado por sus tíos Juan I, marqués de Namur y Guy de Namur y pronto controló la mayor parte de Flandes. Solo Cassel y Kortrijk permanecieron en manos francesas, mientras que la ciudad de Gante se mantuvo neutral.

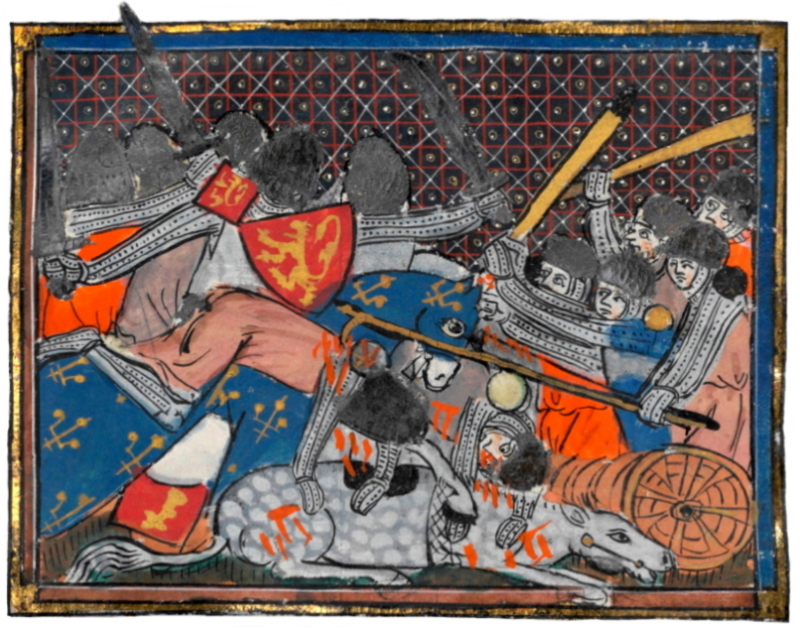
Esta imagen es una ilustración de la batalla de las Espuelas de Oro hecha en el siglo xiv

Cuando los flamencos sitiaron Kortrijk el 9 y 10 de julio, un poderoso ejército francés dirigido por el conde Roberto II de Artois llegó para aplastar la rebelión. Ambos ejércitos se encontraron el 11 de julio en campo abierto cerca de la ciudad en una batalla que se conoció como la Batalla de las Espuelas de Oro. Los flamencos obtuvieron la victoria contra toda expectativa. La famosa caballería francesa fue detenida por la posición tácticamente sólida de la milicia flamenca y el terreno fangoso y muchos caballeros franceses fueron masacrados.
La batalla devolvió la plena independencia a Flandes durante los siguientes dos años. El rey francés intentó por dos ocasiones vengarse de la derrota, pero sus tentativas fueron desbaratadas por un ejército flamenco mandado por Guillermo de Jülich en el batalla de Arques (1303), a lo que siguió una incursión flamenca en Francia que llevó al Sitio de Tournai (1303).

## 1304–1305
Mientras tanto, Flandes estaba de nuevo en guerra con el conde de Holanda. Juan II desde 1299, gobernaba los condados de Henao y Zelanda. Juan II pertenecía a la Casa de Avesnes, enemigo histórico de los Dampierre. Zelanda había estado en disputa entre los Condes de Flandes y Holanda desde principios del siglo XI y se había convertido en parte de Holanda en 1076. Los flamencos invadieron Henao en 1302 y conquistaron Lessines. Guido de Namur hijo del conde de Flandes, formó una flota en Sluis y navegó el 23 de abril de 1303 para intentar capturar Zelanda. Después de algunos éxitos iniciales, Guido fue derrotado el 10 y 11 de agosto de 1304 en Zierikzee por una flota combinada de francos y holandeses mandada por Rainiero Grimaldi, que había sido enviado por Felipe IV de Francia en ayuda del conde de Holanda. Guido de Namur fue capturado y Zelanda permaneció firmemente en manos de los holandeses.
Una semana después de esta batalla naval, el 18 de agosto Felipe IV lideró personalmente un ejército francés contra el ejército flamenco en la batalla de Mons-en-Pévèle, en la que Guillermo de Jülich perdió la vida.
Después de algunas batallas más, finalmente se procedió a la firma del Tratado de Athis-sur-Orge, el 23 de junio de 1305, que reconocía la independencia flamenca como feudo pero a costa de las ciudades de Lille, Douai y Orchies, que fueron transferidos a la Corona francesa, y el pago de multas exorbitantes al rey Felipe IV.